# История мира в 10½ главах
История мира в 10½ главах — постмодернистский роман Джулиана Барнса, написанный в 1989 году. Он состоит из рассказов, объединённых едиными мотивами и образами (море, корабль (корабль — Ковчег — дом), текучая вода и время, мотив деления на чистых и нечистых). Действие происходит не в хронологическом порядке.
- - 1 глава — «Безбилетник» — легенда о всемирном потопе, рассказанная личинкой червя-древоточца.
  - 2 глава — «Гости» — современный мир, захват террористами туристического лайнера.
  - 3 глава — «Религиозные войны» — XVI век, церковный суд над червями-древоточцами.
  - 4 глава — «Уцелевшая» — женщина спасается после Конца света. Однако ее преследуют кошмары, в которых она видит себя в психиатрической клинике.
  - 5 глава — «Кораблекрушение» — 1816 год, реальное кораблекрушение и картина Жерико.
  - 6 глава — «Гора» — паломничество Аманды Фергюсон на Арарат.
  - 7 глава — «Три простые истории»:
    - 1 история — о человеке, дважды спасшемся с «Титаника».
    - 2 история — о человеке, проглоченном китом.
    - 3 история — о депортируемых из Германии евреях.

  - 8 глава — «Вверх по реке!» — письма о съёмочном процессе в джунглях.
  - ½ глава — «Интермедия» — рассуждения самого автора о любви и взаимоотношениях между мужчиной и женщиной.
  - 9 глава — «Проект Арарат» — поиски Ковчега американским астронавтом.
  - 10 глава — «Сон» — модернизированный рай, границы между раем и адом стёрты, ад представляет собой парк аттракционов[1].